# Reprise (Moby)
Reprise è il 19° album in studio di Moby, pubblicato il 28 maggio 2021 dall'etichetta Deutsche Grammophon. Il disco contiene arrangiamenti orchestrali ed acustici di brani della carriera del musicista eseguiti dal cantante con la Budapest Art Orchestra (un quartetto d'archi) in collaborazione con svariati artisti.
| Recensione | Giudizio |
| ---------- | -------- |
| AllMusic   | [ 2 ]    |